# Wszołowa
Wszołowa – niewielka polana pod szczytem Bukowiny Miejskiej w Gorcach. Położona jest na wysokości około 1140 m. Na obrzeżu polany, pod lasem znajduje się ufundowany w 2003 r. przez Koło Łowieckie „Krokus” z Nowego Targu ołtarz polowy, przy którym odbywają się msze św. na rozpoczęcie i zakończenie sezonu łowieckiego.
Polana była dużo większa i ciągnęła się sporo w dół na południowym stoku, jednak ta jej część w dużym stopniu zarosła lasem. Dla turystów polana Wszołowa jest przejściowym etapem w drodze na Turbacz. Krzyżują się tutaj dwa szlaki turystyczne.
Zasadnicza część Wszołowej znajduje się poza granicami Gorczańskiego Parku Narodowego w granicach miasta Nowy Targ, jedynie najwyższa część polany, przez którą prowadzi czarny szlak turystyczny, znajduje się w granicach parku Narodowego.

## Szlak turystyczny
Kowaniec (Nowy Targ) – Dziubasówki – Wszołowa – Miejski Wierch – Bukowina Miejska – polana Bukowina – Rosnakowa – Świderowa – Długie Młaki – Turbacz. Odległość 6,3 km, suma podejść 550 m, suma zejść 50 m, czas przejścia 2 godz. 35 min, z powrotem 1 godz. 45 min.
 Klikuszowa – Polana Łapsowa Wyżna – Bukowina Obidowska – Wszołowa – Bukowina Miejska.